# Galápagosi rozsdafarktirannusz
A  galápagosi rozsdafarktirannusz (Myiarchus magnirostris) a madarak osztályának a verébalakúak (Passeriformes) rendjébe, a királygébicsfélék (Tyrannidae) családjába tartozó faj.

## Rendszerezése
A fajt John Gould angol ornitológus írta le 1838-ban, a Tyrannula nembe Tyrannula magnirostris néven.

## Előfordulása
Az Ecuadorhoz tartozó Galápagos-szigetek területén honos. Természetes élőhelyei a szubtrópusi és trópusi gyepek és cserjések, tengerpartok és szikes lagúnák. Állandó, nem vonuló faj.

## Megjelenése
Testhossza 16 centiméter.

## Természetvédelmi helyzete
Az elterjedési területe ugyan kicsi, egyedszáma pedig csökken, de még nem éri el a kritikus szintet. A Természetvédelmi Világszövetség Vörös listáján nem fenyegetett fajként szerepel.